# 新幹線923形電車
新幹線923形電車（しんかんせん923がたでんしゃ）は、東海旅客鉄道（JR東海）および西日本旅客鉄道（JR西日本）が導入した東海道・山陽新幹線用の新幹線電気軌道総合検測車（ドクターイエロー）である。

## 概要
922形T2・T3編成の老朽化や、300系以降の250km/h超の車両増加などにより、270km/hでの走行が可能な車両として1998年6月に制作が発表され、700系をベースに開発された。
2000年10月にJR東海所属の0番台T4編成が登場し、922形T2編成を置き換えた。当初はJR西日本所属の922形T3編成との持ち回りで検測を行っていたが、2005年にJR西日本所属の3000番台別T5編成が登場。922形T3編成も置き換えられた。
ドクターイエローの運用について、区間や走行時刻などの詳細は全く公表されないため、「ドクターイエローを目撃すると幸せになれる」とも言われている。中々出会えない車両であることと目立つ色合いで人気が高く、プラレールや鉄道模型といった関連商品が多く発売されている。
なお、923という形式称号は2代目にあたる。先代はレール探傷車が名乗っており、2代目923形が登場した時点ではJR西日本に923-2が在籍していた。
2020年3月の700系東海道新幹線引退に伴って、その派生型である当系列の引退の有無や時期に関しても注目されていたが、700系の営業運転終了後も運用を続けるとされており、当面の間運転を継続する。また2021年4月からは、JR東海は東海道新幹線にて、N700Sに一部の検査機器を搭載して営業運転中での設備点検を行う予定で、より高い精度での計測が可能となる見込み。
2024年6月13日、JR東海およびJR西日本より、老朽化に伴い、東海車は2025年1月、西日本車は2027年度を目途に退役予定であることが発表された。東海車退役後は2027年度まで西日本車による検測を継続し、西日本車退役後はN700Sに搭載されている営業車検測機能で代替する。

## 構造
7両編成で製造され、1 - 3号車は日立製作所笠戸事業所、4 - 7号車は日本車輌製造豊川製作所で製造され、日本車両製は在来線を通って甲種輸送された
700系と車体構造や各種部品を共通化することにより、保守の効率化を図っている。
車体は700系と同じく大型のアルミ合金中空押出材を使用したダブルスキン構造としているが、屋根構体は軽量化を図るとともに様々な測定装置の取り付けのためにシングルスキン構造となっている。
天井や床中には専用の測定配線スペースが設けられ、容易にアクセスできる構造となっている。また将来の増設や更新に対応できるよう測定装置の取り付けはカーテンレール方式としている。

### 車両外観

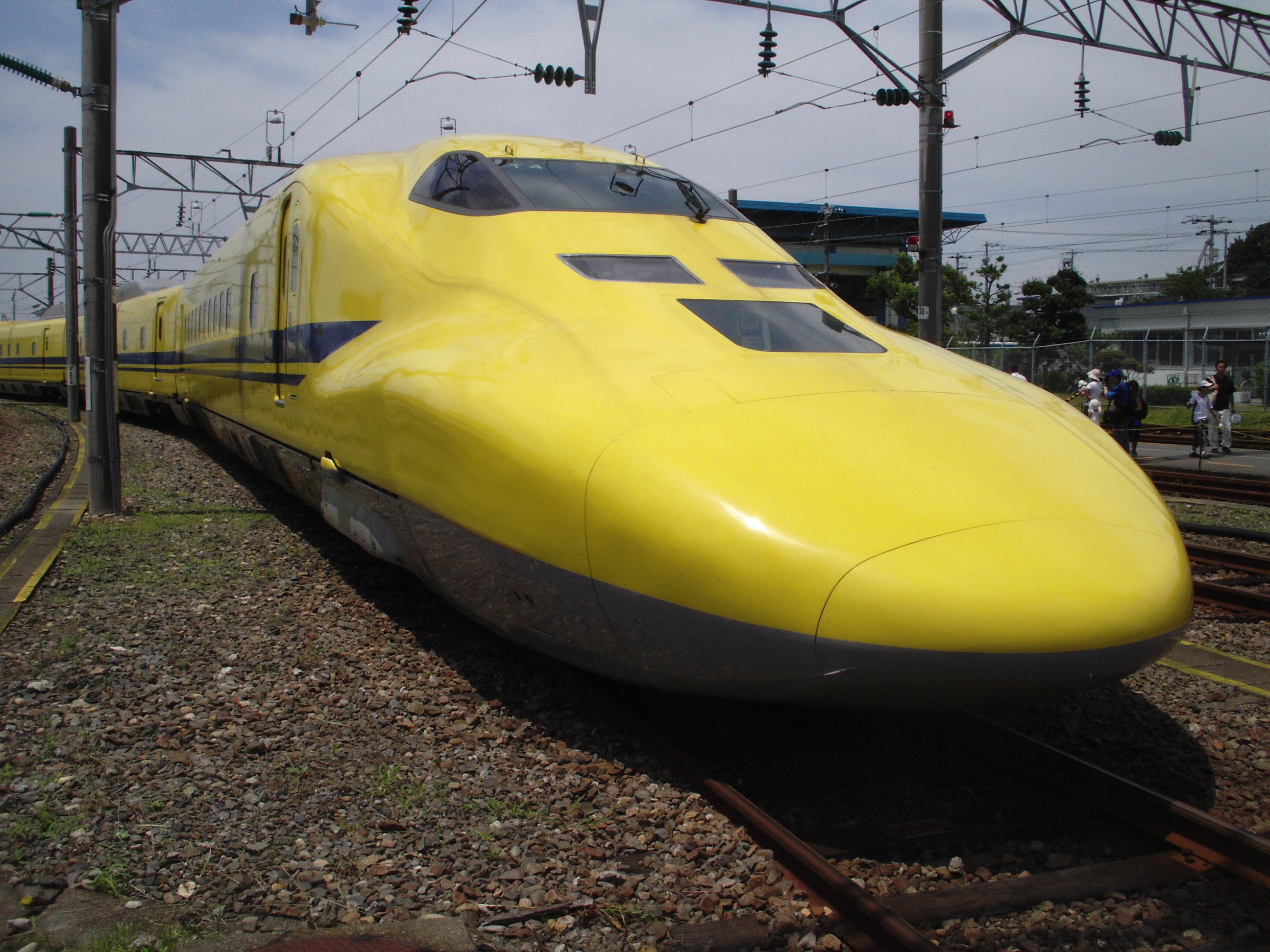
車両先頭部

車体色は黄色をベースとしブルー（青15号）のストライプを配している。また車体色の黄色はT3編成までのカナリヤ色（黄5号）からより明るく鮮やかなフレッシュイエローとなっている。
先頭部は700系と同様エアロストリーム形となっており、前照灯の下方、車体中央に前方監視カメラが設置されている。また、尾灯がこのカメラの左右に配置されており、営業用の700系では尾灯となっている左右の2灯も前照灯（この灯火のみ、キセノンやHIDライトと呼ばれることもある、白色のディスチャージヘッドランプ）となっている。このため、前照灯は700系の4灯に対し6灯となり、視認性の向上が図られている。
また側引戸が幅広となり、従来車にあった機器搬入口が廃止されたほか、窓数は必要最小限に減らされているため側窓が千鳥配置となっている。

### 走行機器
走行機器もベースとなった700系に準じ加減速度も合わせられ4両1ユニット（T+M2+M'+M1）を基本としているが、編成が短くなったことから、1号車から3号車までの第1ユニットが4両から3両（M1c+M'+M2）に減らされている。それに伴い、両先頭車には新たに制御電動車 (M1c) が設定されたほか、従来は付随車に搭載されていた空気圧縮機や補助電源装置といった補機類が電動車に集約して搭載された。また、計測機器などの電源用および停電対策用として、M'車車内に210kVA電源装置および鉛蓄電池を搭載する。
T4編成の電機品は機器別に製造メーカーが分かれており、主変圧器は三菱電機製、主変換装置は富士電機、東芝、日立製作所製、主電動機は三菱電機、東芝、東洋電機製造製となっている。

### 検測装置
新鋭の測定機器や表示装置などが搭載され、配置や区画室なども922形とは異なっている。
T3編成までの軌道検測車（付随車）は、3台車の相対変位を測定する方式であり車体長も17.5mと短かったが、T4編成以後は車体下部に設けられたレーザー基準線と台車の光式レールセンサーとの相対変位の検出による方式に改良され、他の車両と同じ2台車で車体長も25mと同じになっている。形式も他号車と同じく923形に含まれている。
また2台車方式の軌道検測への対応のため、台車や車体に走行中の振動や変形が伝わらないように取り付け方法が工夫されている。

### 台車

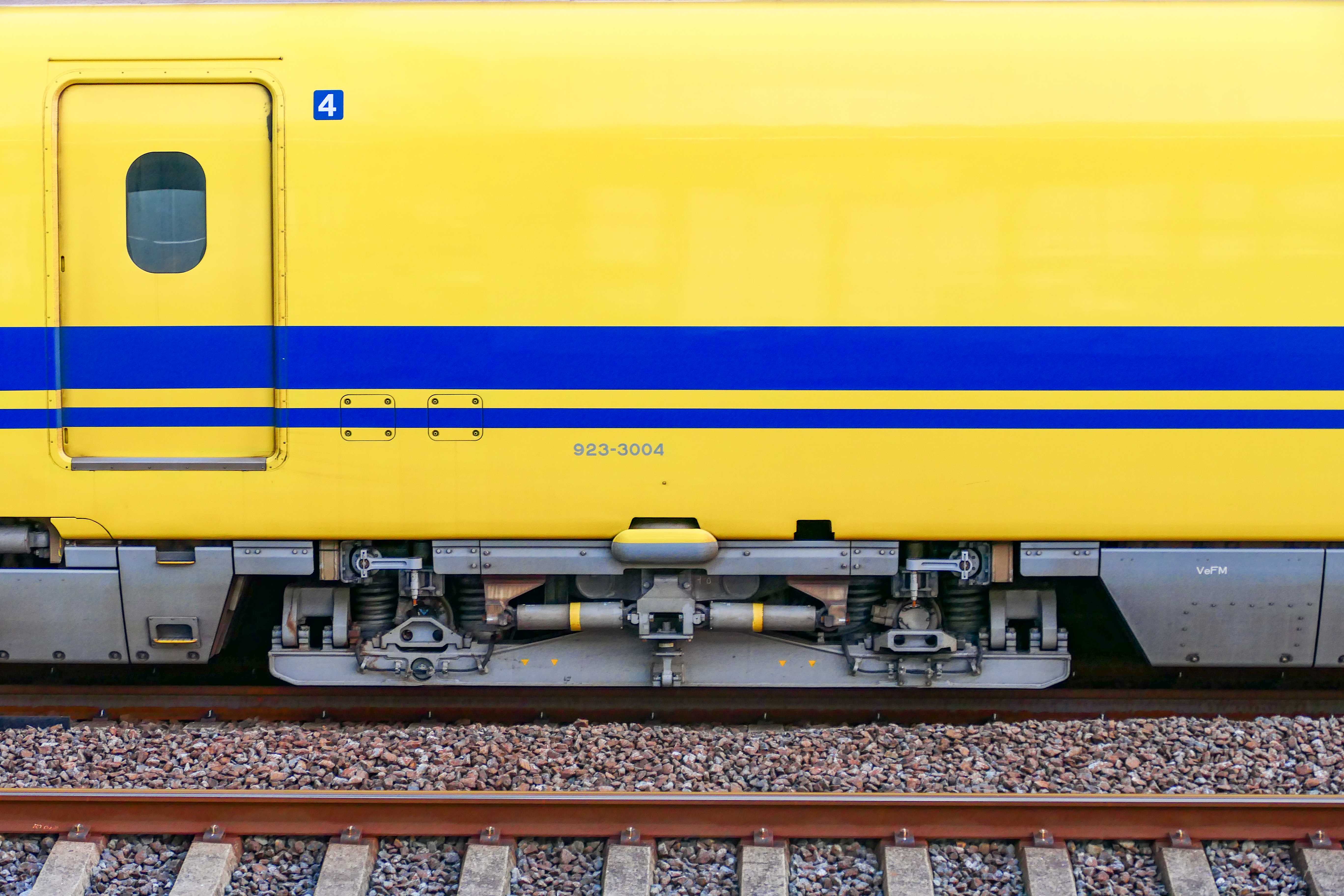
4号車の軌道検測用台車

700系と同様、動力車はT4編成はTDT204形、T5編成はWDT206形ボルスタレス台車で、両先頭車にはセミアクティブ制御装置も搭載されているほか、1号車・2号車の博多方と7号車の東京方の台車は測定装置が取り付けられた専用台車（TDT204A（T4編成）、WDT206A（T5編成））となっている。
4号車の軌道検測車は、検測枠など各種測定機能が取り付けられたTTR8001形（T4編成）もしくはWTR8001形（T5編成）測定台車となっている。この台車はヨーダンパを1台車あたり4本とし、検測装置との干渉を避けるためECB装置を装備していない。

### 集電装置
また、2号車と6号車にはそれぞれ集電用1基、検測用1基のパンタグラフが搭載され、1両に2基のシングルアームパンタ（TPS302）が同じ向きに並んでおり、車体長の半分以上を占める長大なパンタグラフカバーに収められている。
なお測定走行時には、測定用パンタグラフは進行前方の車両、集電用パンタグラフは進行後方の車両のものを使用し、同一車両の2基のパンタグラフを同時に上げて走行することはない（試運転等、測定以外の特殊な運転の場合は除く）。
また車両用とは別に、測定装置に電源を供給するために3号車と5号車に1台ずつ測定用静止型変換装置が設けられている。定格出力は60kVAで、各測定装置にAC100Vが供給される。
なお、停電時においても測定装置が10分間駆動できるようバッテリーが3・4・5号車に分散して配置されている。

### 車内
1両ごとに違った用途で使用されており、1 - 3号車と6号車が電気測定関係、4号車が軌道測定関係の車両となっている。
長時間にわたり測定することを考慮し、人間工学に基づき測定員が疲れにくいデザインとし、測定室は明るいナチュラルグレー系のモノトーンで構成され測定装置と色調を合わせているほか、室内色が単調にならないよう手すりの色をブルー、窓下の空調の吹き出し口をダークグレーとしアクセントがつけられ、測定員の目の疲れの防止が図られている。
営業用車両とは異なり、車内の防音設備はあまりなく、連結部の幌の内側はケーブルが剥き出しになっている。

#### 運転室
操作系、スイッチ類、計器類、レカロ製セミバケットシート等、ベース車両である700系に準じたものとなっているが、左側に測定用パンタグラフの昇降スイッチが設けられているなど、測定装置などの一部機器についてスイッチが設けられている。

#### 1号車
1号車は電気検測室となっている。電気や信号、通信関係の測定台があり、走行中モニターに出る信号・通信・変電所・電車線の各状態の測定結果を検測員がチェックしている。
客室スペースの床には絨毯が敷かれ、左右中央部に前後で分かれたコンソールが配置され、突き当たりの壁面には2台のビデオデッキが埋め込まれている。

#### 2号車
2号車は電力・集電状態（トロリ線摩耗）の測定を行い、パンタグラフなどから電気設備の測定データを製作する高圧室などがあり、測定員が乗り込むスペースはない。

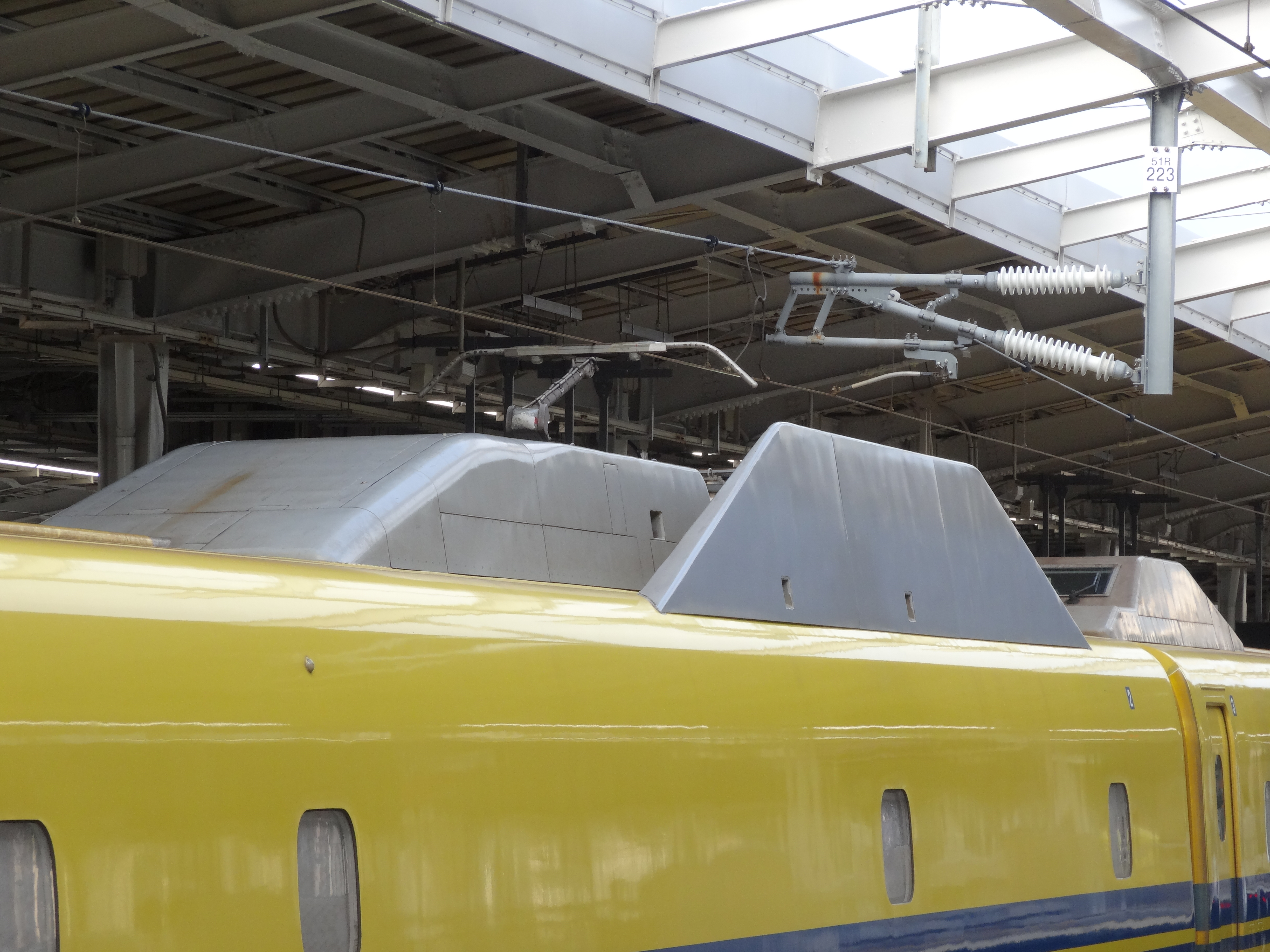
2号車の集電装置

車内に搭載されている「トロリ線摩耗レーザー装置」は、車内から架線に向けてレーザー光を照射し、その反射光の強度と幅で架線の残存直径を計測する。

#### 3号車

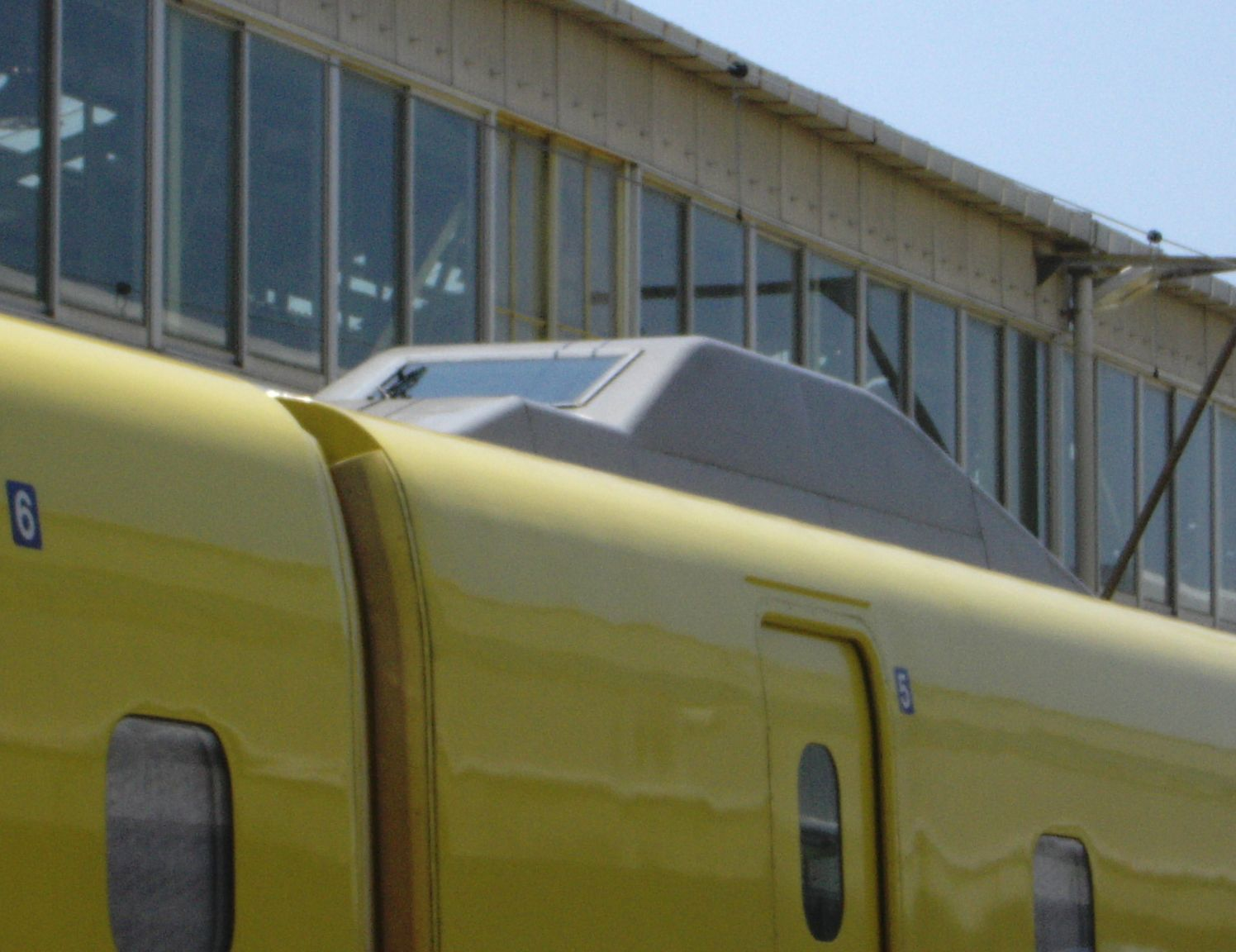
観測ドーム

3号車は電力関係の測定を行い、屋根部分にパンタグラフなどをチェックできる観測ドームが設けられ、専用の座席がある。そこにあるカメラの映像はビデオによって録画され、1号車「電気検測室」のモニターに送信される。また観測ドームには、ワイパーなどのスイッチもある。観測ドームの反対側には測定用電源と大容量のバッテリーが設置されている。また観測ドームを流線型にすることで、騒音の低減が図られている。
そのほかデータ整理室が設けられ、テーブル、椅子、ロッカーが置かれているほか、東京方の車端部には700系のものと同じ洋式便所と流し台が設置されており、床下には汚物処理装置と水揚装置がそれぞれ搭載されている。

#### 4号車
4号車は軌道検測車で、軌道検測室がある。測定用台車を履くため唯一付随車で、床も他の車両よりも少し高くなっており、乗降口にステップが設けられている。
車両中央部海側に向かって広々としたコンソールが配置され、軌道の状況を測定・解析している。また前方監視装置の映像も確認可能なほか、背面の壁上部には営業用車両と同じLED式のスクロール表示機があり、現在位置や速度が確認できる。
また4号車にもデータ整理室が設けられ、山側に向かって円卓状に机が配置されている。
4号車のみ、熱による検測への影響を防ぐため、屋根は太陽光を吸収しにくい白色で塗られている。

#### 5号車
5号車も3号車と同じく観測ドームが設けられているが、階段周辺の構造が若干異なっている。
また休憩室が設置され、背もたれを倒して補助椅子を使うことで横になることもできる。
こちらも3号車と同じく東京方車端部にトイレと流し台が設置されている。

#### 6号車
6号車はミーティングルームが設けられ、各種打ち合わせなどに使用される。
またパンタグラフなど交換用の部品や、検査作業に必要な道具や緊急時に復旧資材を載せる長さ7.4mにも及ぶ資材搭載スペースがあり、資材の出し入れがしやすいよう、乗降口のドア幅が広くなっているほか、レールやクレーンといった重量物に耐えられる構造になっている。
そのほか、電力関係の測定機器室や高圧機器室が設置されている。

#### 7号車
7号車は各種添乗、視察などに対応した添乗員室となっており、700系に準じた「3-2」配列の座席が10列配置され、定員は50名。また大型モニターも設置されている。

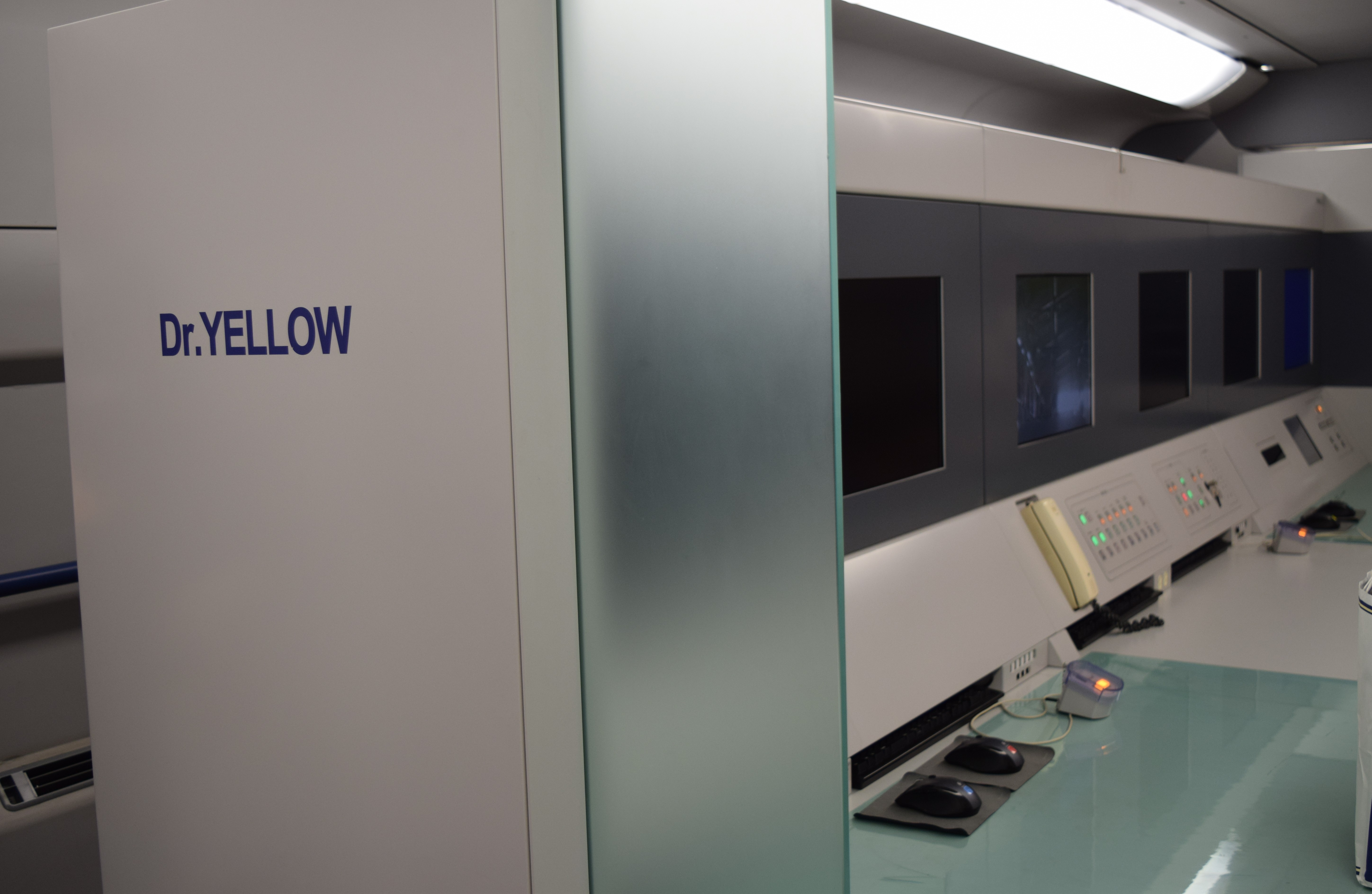
1号車
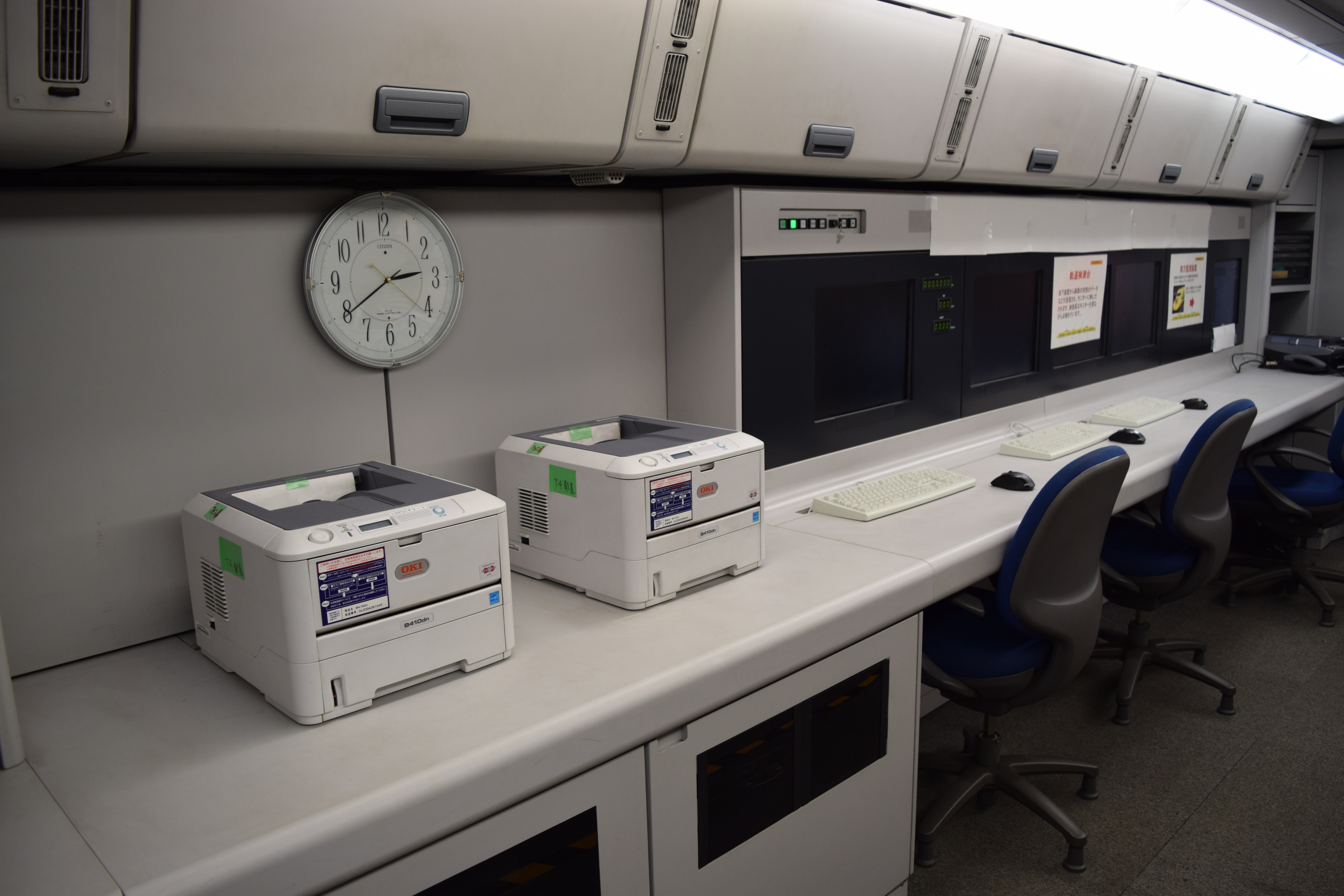
2号車
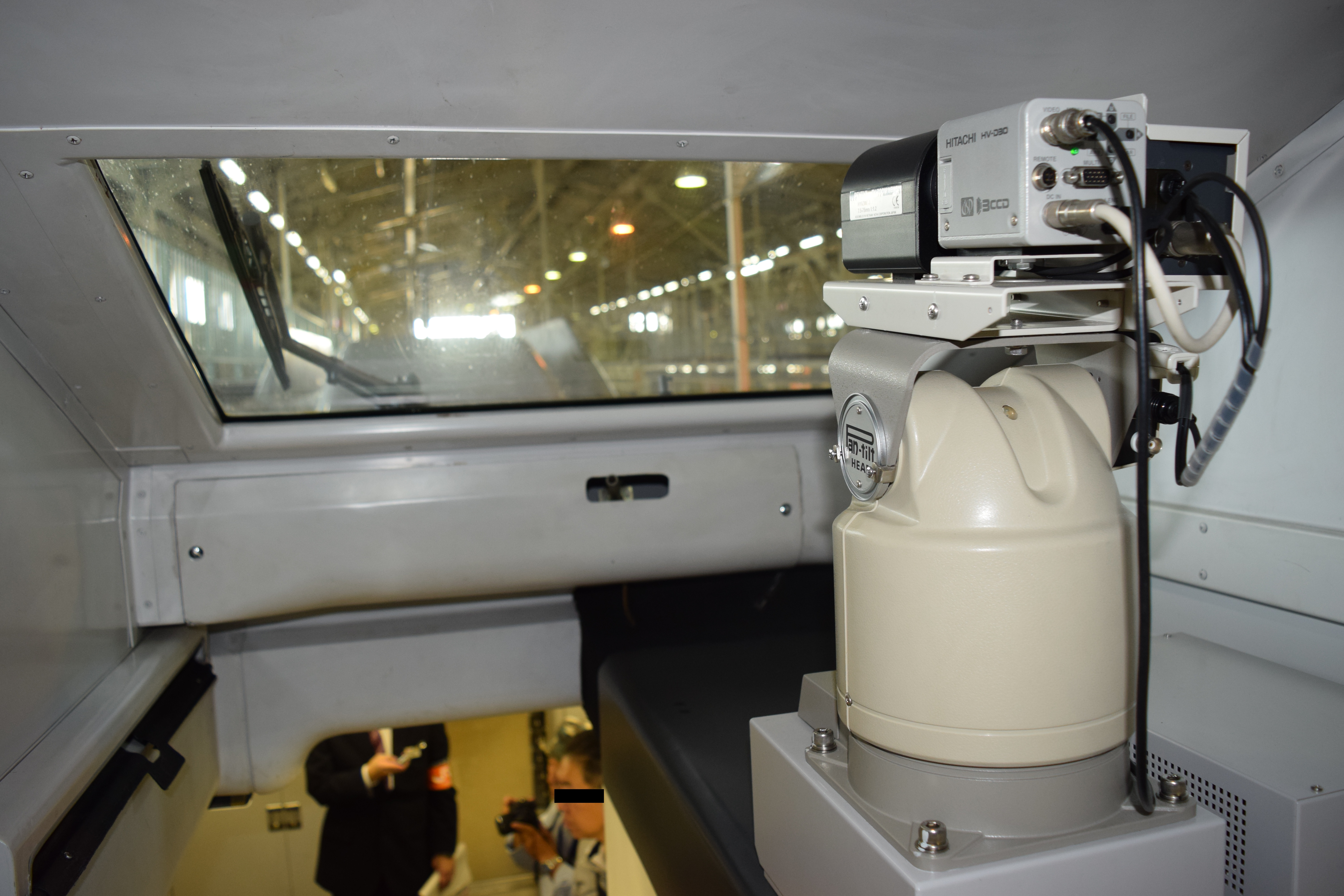
3号車
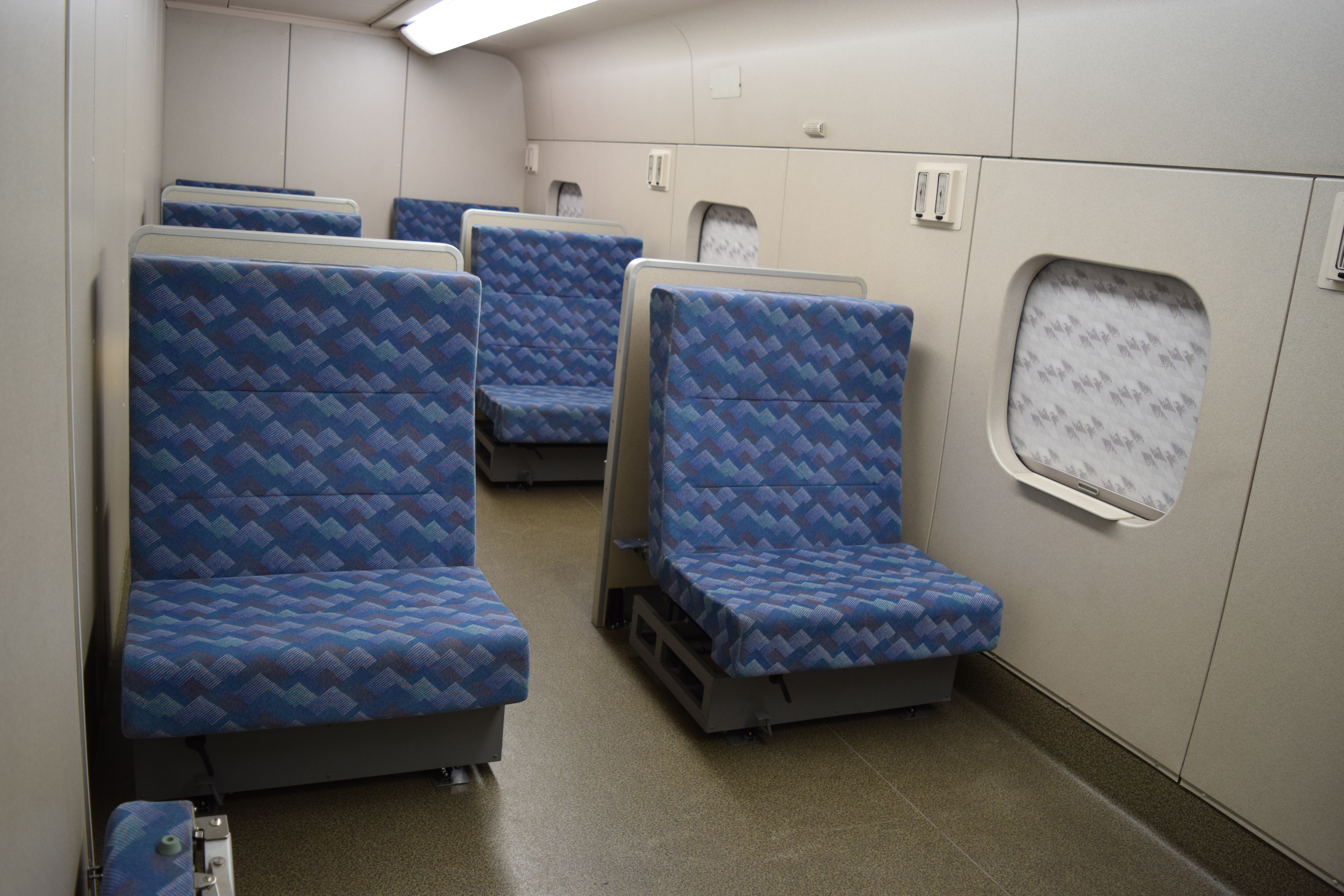
5号車
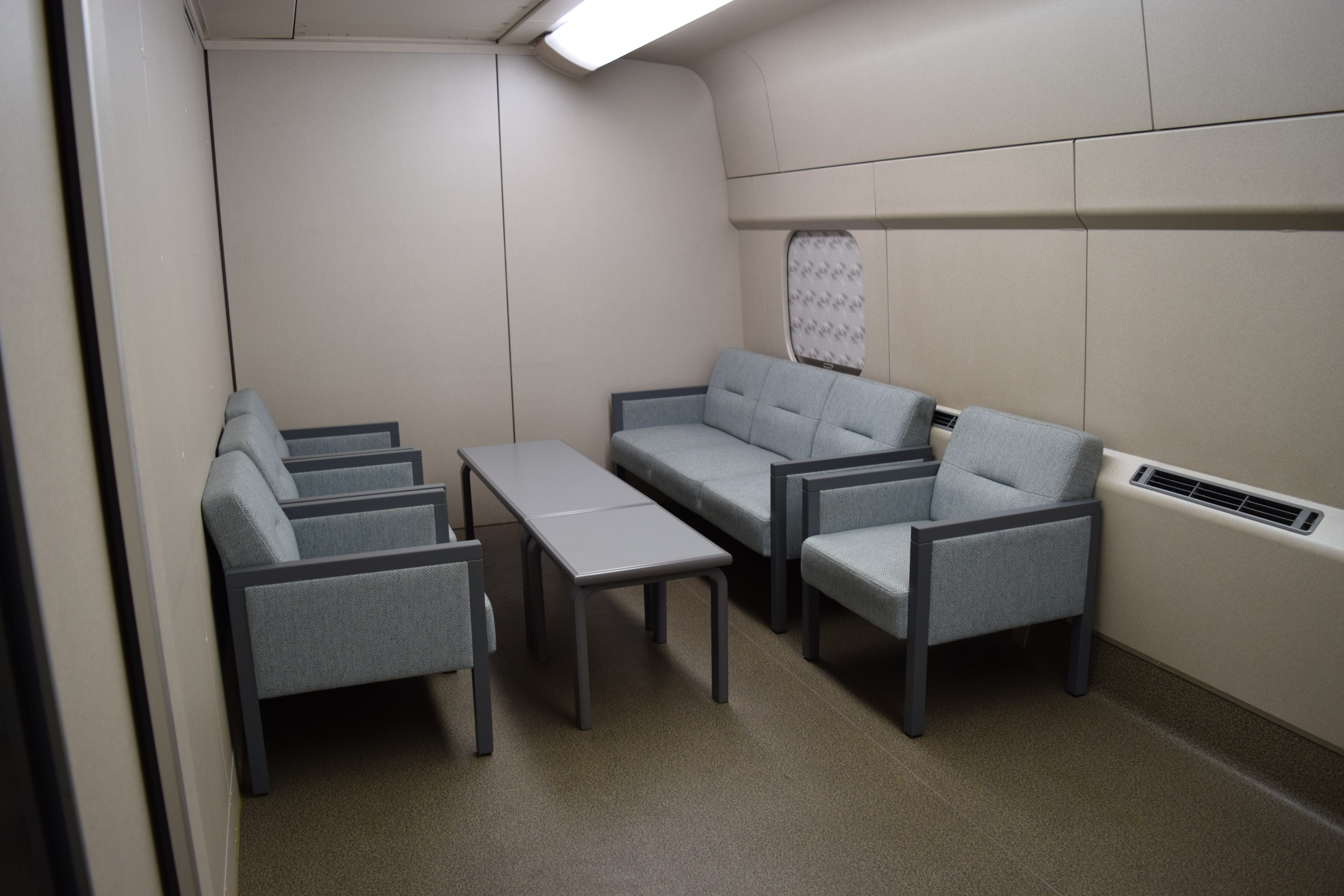
6号車

## 922形との比較
従来車であった922形との車両性能について比較する。

### 走行機器
- 0系をベースとした922形の最高速度は210km/hであったが、700系ベースとしたため最高速度270km/hに引き上げられ、ダイヤへの支障を軽減した。

### 計測機器
- 軌道の変位を測定するレール変位センサーは、スピードアップに伴う上下振動の増大を抑制するために922形と比べて枠の剛性化および振動の減衰率が高められ、センサー自体もPSD（半導体位置検出素子）などが使用され8分の1程度まで軽量化されている。
- 軌道の変位を測定するための基準線は、922形は車両自体としていたが、上記の理由から923形は床下にレーザー光を通すことでこれを基準線とした。これにより、270km/hでの測定でも測定精度を低下させることなく、線路の歪みをミリ単位で把握することが可能となった。
- 加速度計が増設され、922形よりも軌道と車両の動きの関係をよりきめ細かに把握できるようになった。
- トロリ線の摩耗測定では、レーザー照射が922形の1000回/秒に対し1500回/秒となり、測定間隔が58mm（210km/h走行時）から50mm（270km/h走行時）に縮まり精度が高まっている。

## 番台別概要

### 0番台
東海道区間の300系以降の車両への統一に伴い、2000年に開発された。JR東海東京交番検査車両所に所属し、T4編成と呼ばれる。
落成当時、4号車（軌道検測車）の屋根はマリーゴールドイエローであった。太陽光による熱の悪影響を避けるため、2006年に700系と同じパールホワイトに塗り替えられている。

### 3000番台

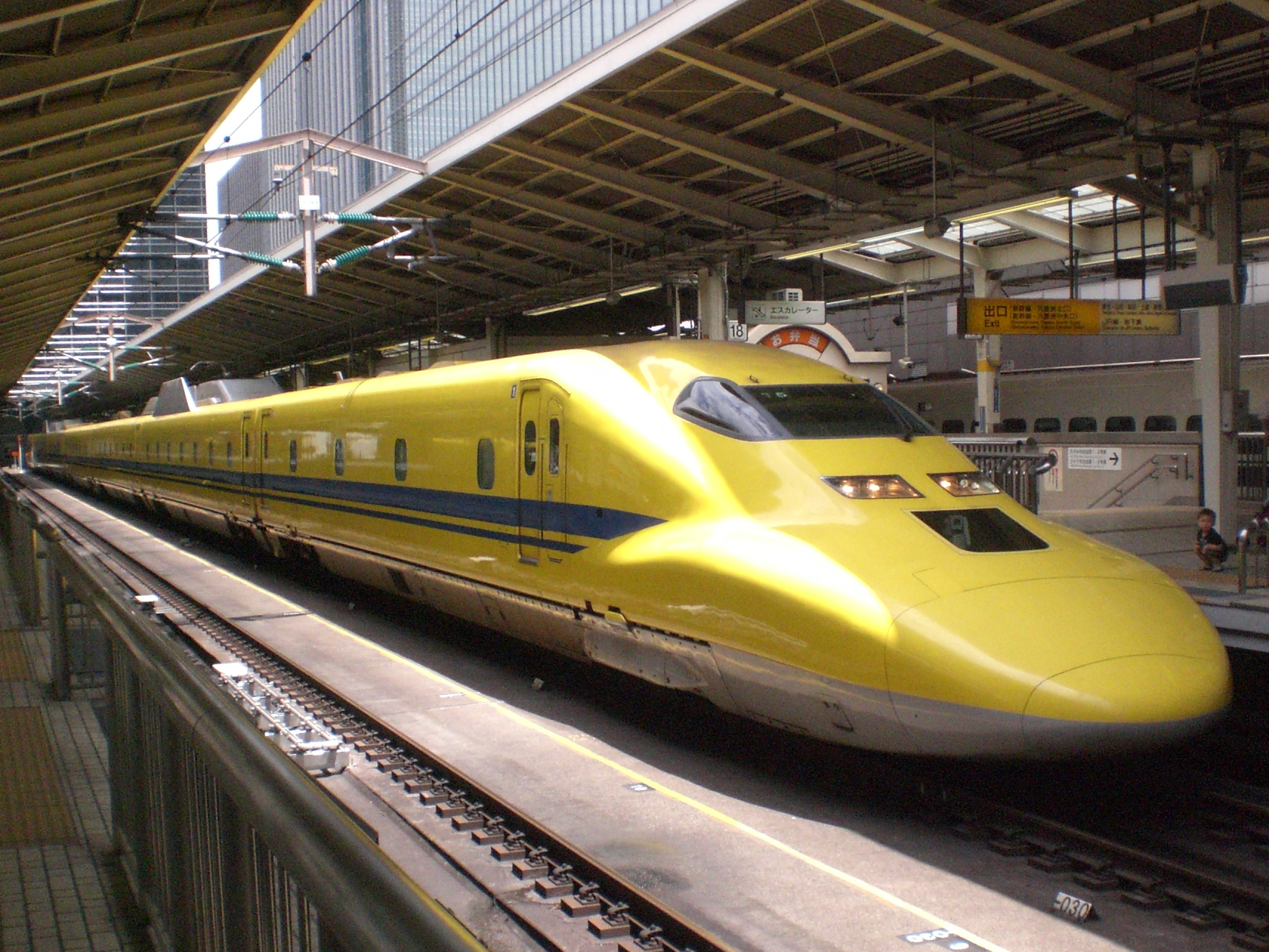
3000番台T5編成（2008年7月）

2003年のダイヤ改正で高速化された東海道新幹線において、922形T3編成の210km/hでの検測運転では営業車両との性能差からダイヤに支障し、またT3編成自体の老朽化も進んでいたことから、これを置き換える目的で2005年に登場した。JR西日本博多総合車両所に所属し、T5編成と呼ばれる。2005年3月上旬にそれぞれのメーカーから陸上および海上輸送により博多総合車両所に運ばれた。
仕様は923形0番台T4編成とほぼ同一であるが、T4編成との外観上の差異は、車体側面に博多総合車両所でメンテナンスを行う際のジャッキアップ時にリフトを差し込むための穴があること、および7号車屋根上のアンテナの有無（T4編成にはない）のほか、連結器カバーの構造、測定室の内装などがある。
博多総合車両所所属でありながら普段は大井車両基地に常駐しているため、定期検査はJR東海に委託し、交番検査が東京交番検査車両所、台車検査・全般検査が浜松工場の施行となっている。

## 編成表
|          | ← 博多東京 → |            |            |            |            |            |            |
| 号車     | 1            | 2          | 3          | 4          | 5          | 6          | 7          |
| 形式     | 923 (M1c)    | 923 (M')   | 923 (M2)   | 923 (T)    | 923 (M2)   | 923 (M')   | 923 (M1c)  |
| 搭載機器 | CI,CP        | MTr,APU    | CI×2       | CP         | CI×2       | MTr,APU    | CI,CP      |
| 車両重量 | 44.3 t       | 46.5 t     | 43.6 t     | 44.4 t     | 45.7 t     | 44.1 t     | 41.7 t     |
| 役割     | 電気試験車   | 電気試験車 | 電気試験車 | 軌道試験車 | 電気試験車 | 電気試験車 | 電気試験車 |
| T4       | 1            | 2          | 3          | 4          | 5          | 6          | 7          |
| T5       | 3001         | 3002       | 3003       | 3004       | 3005       | 3006       | 3007       |

凡例
- MTr：主変圧器、CI：主変換装置、APU：補助電源装置（走行用）、CP：空気圧縮機[2]
- 車両重量はT4編成落成時点[2]

- 1号車：変電/電車線/信号/通信測定台・電気/施設測定機器
- 2号車：高圧室・電気関係測定機器
- 3号車：観測ドーム・電気倉庫・電力データ整理室
- 4号車：（軌道検測車）軌道検測室・施設データ整理室・施設倉庫
- 5号車：多目的試験・電源供給・観測ドーム・休憩室
- 6号車：ミーティングルーム・高圧室・電気関係測定機器
- 7号車：電気/施設測定機器（添乗室があり700系普通車と同様の車内。カラーの大型プラズマディスプレイも備える）

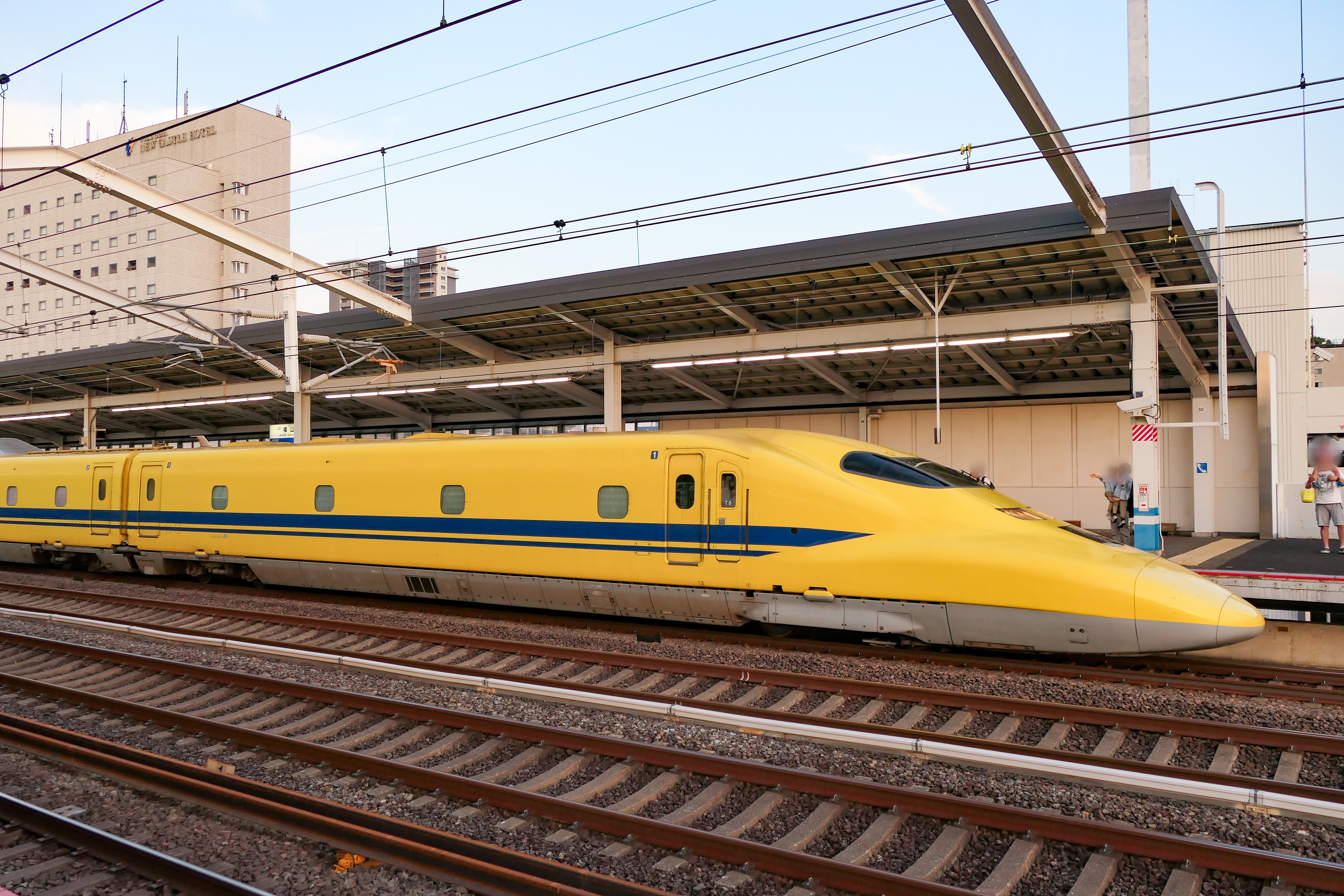
1号車（923-3001）
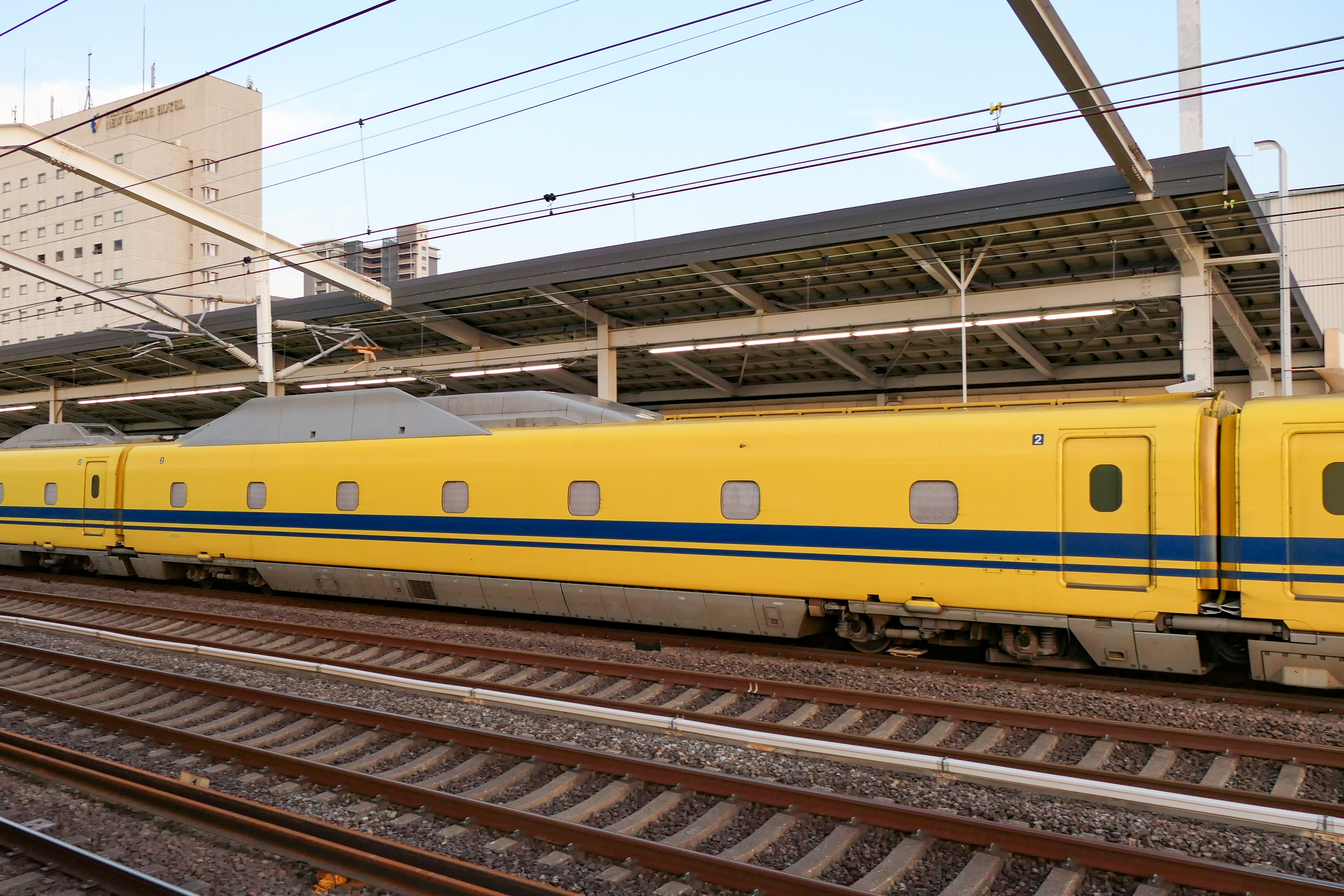
2号車（923-3002）
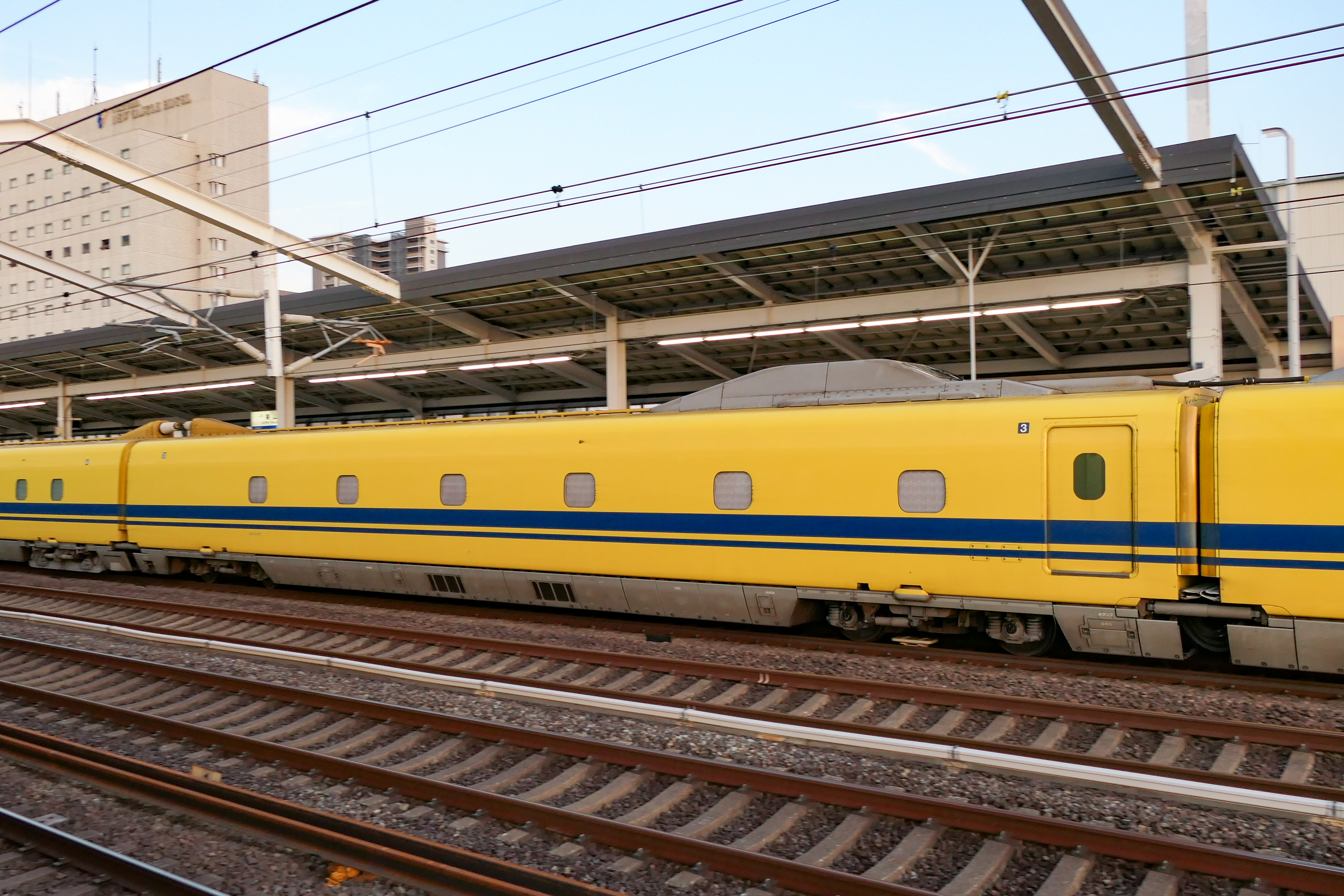
3号車（923-3003）
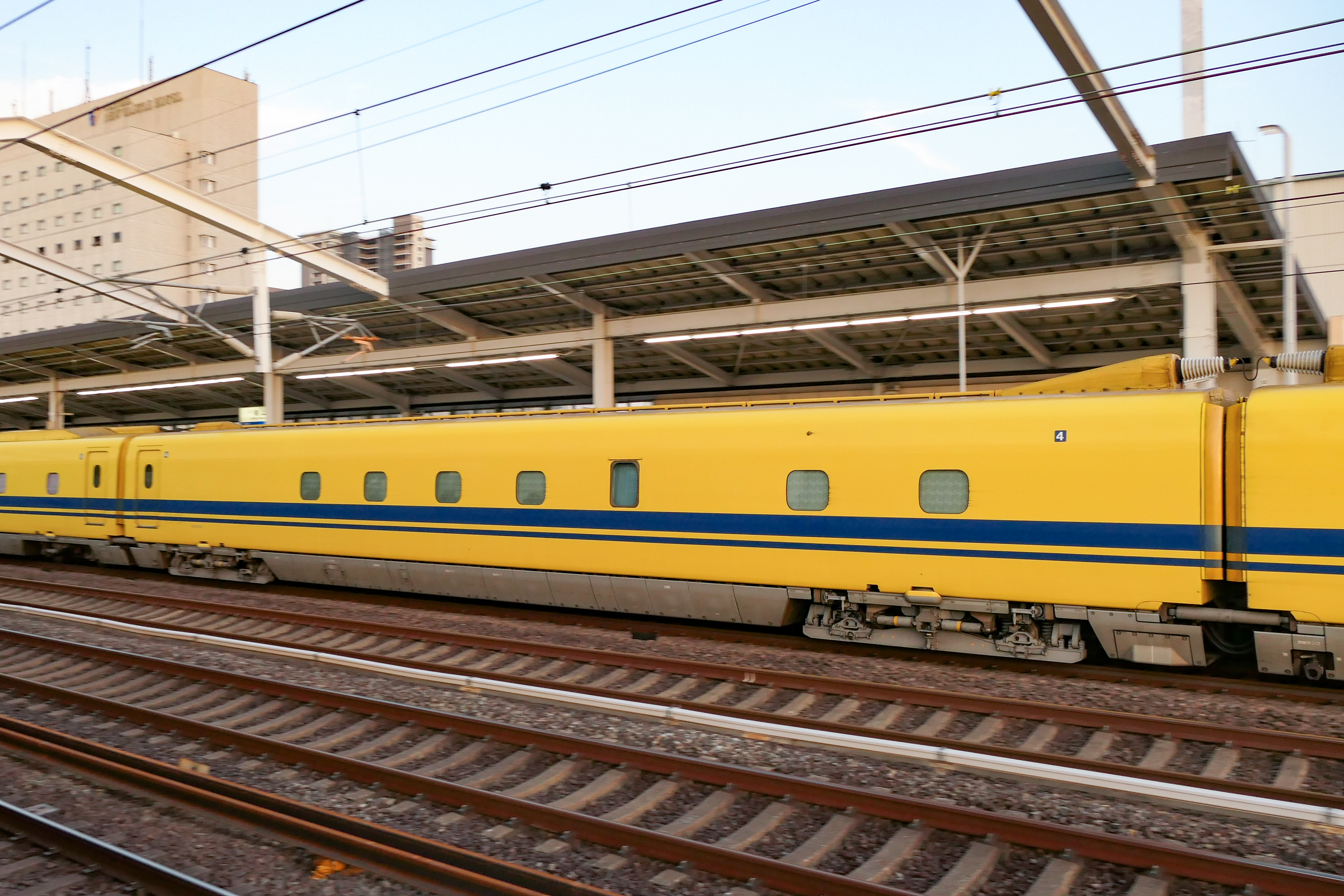
4号車（923-3004）
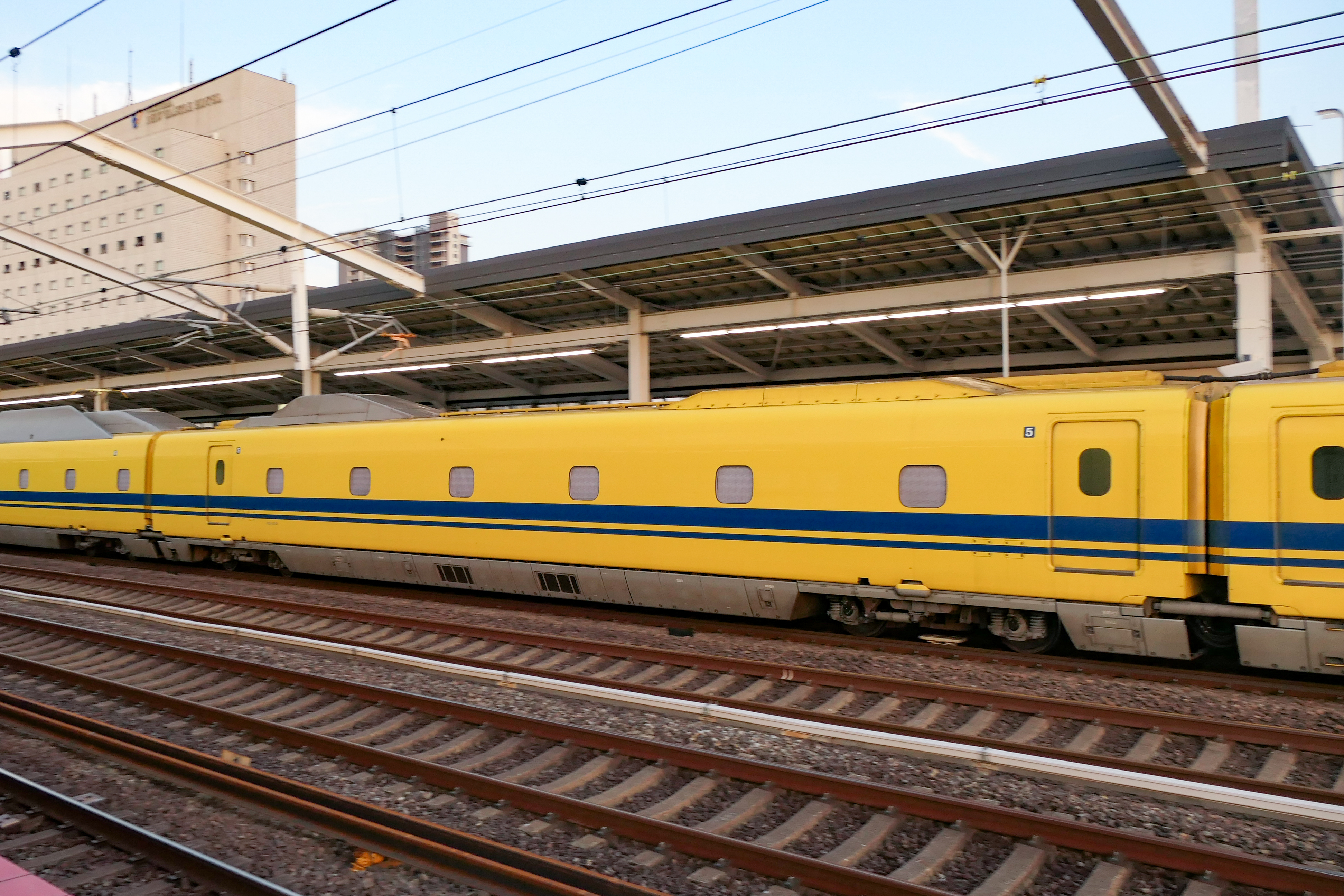
5号車（923-3005）
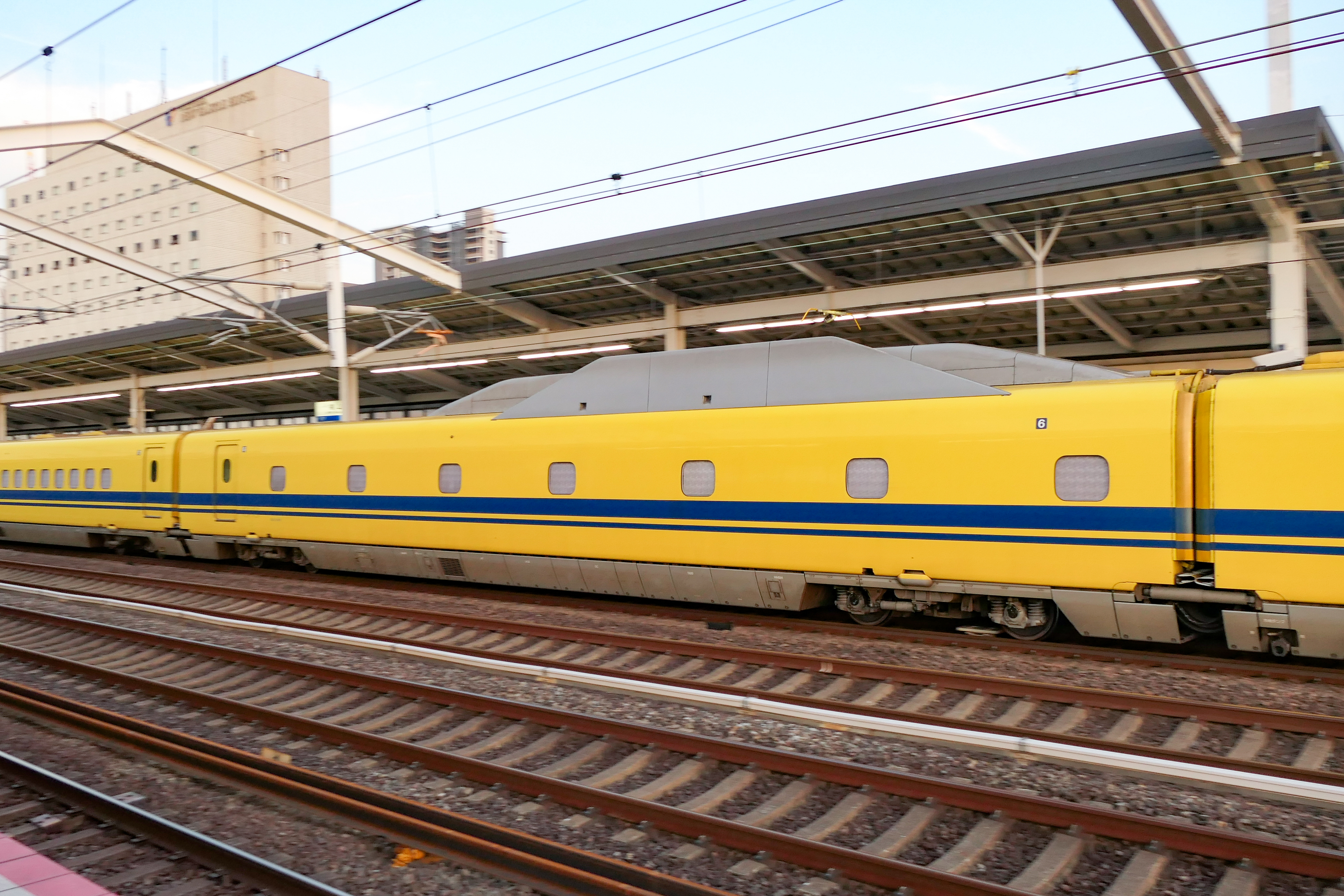
6号車（923-3006）
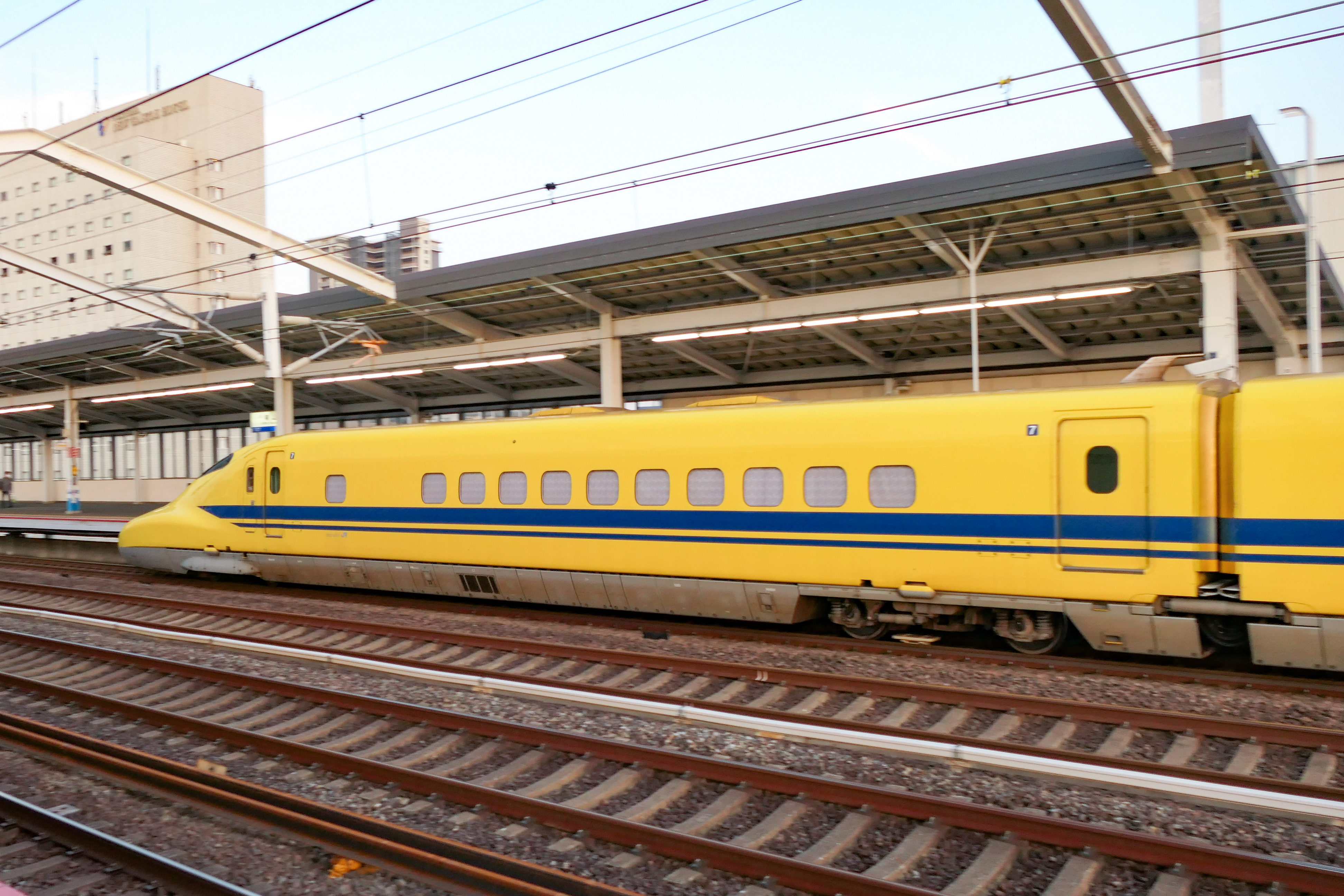
7号車（923-3007）

## 運用
2018年時点では、検測は日中に行われ、概ね10日に1回行われる「のぞみ」と同じダイヤでの「のぞみ検測」と、2ヵ月に1回行われる各駅に停車して待避線などを検測する「こだま検測」が存在していた。「のぞみ検測」「こだま検測」のどちらも、基本的に2日かけて検測を行い、1日目に東京 → 博多、2日目に博多 → 東京となることが多かった。
2008年よりN700系6編成に点検機能が取り付けられているが、より精度の高い点検のために引き続き本形式が必要とされていた。
しかし本形式の老朽化に加え、N700Sに搭載されている検測機能で代替が可能となったこともあって、JR東海のT4編成が2025年1月29日をもって退役となり、JR西日本のT5編成についても2027年度をめどに運用を終了する方針が示された。
T4編成は全車が2025年2月20日付で廃車となり、うち7号車の923-7は同年6月からリニア・鉄道館で静態保存・展示されている。残りの6両は解体される予定で、廃材の一部がサントリーの缶コーヒー「BOSS」の景品である「ドクターイエローボスジャン」の装飾ワッペンに利用される。

### 注訳
1. ↑  改良工事が実施される以前は東海道区間では1.6km/h/sであった[1]。
2. ↑  車体色が黄色いのは、暗い場所でも認識され、点検車と知らせるため[6]。
3. ↑  3号車と4号車とで複数のデータ整理室を設けることにより、データの種類が全く違う電力・信号関係と軌道関係のチームが効率的に作業を行えるようになっている。

### 記事全体の出典
- 『鉄道ファン』2000年12月号 No.476「923形新幹線電気軌道総合試験車」P.54-P.59
- 『鉄道ファン』2005年7月号 No.531「923系3000番台」P.120-P.125
- 『鉄道ファン』2006年2月号 No.538「『ドクターイエロー』ファミリー」P.83-P.91
- 『鉄道ジャーナル』2001年1月号 通巻411「新幹線電気軌道総合試験車(T4編成)の概要」P.60-P.64
- 『鉄道ジャーナル』2005年7月号 通巻465「JR西日本923形3000番台T5編成」P.94-P.95
- 『鉄道ピクトリアル』2001年1月号 No.696「JR東海 923形」P.48-P.51
- 『鉄道ダイヤ情報』2000年12月号 No.696「JR東海 923型新幹線電気軌道総合試験車(T4編成)」P.120-P.121
- 竹島紀元（編集/発行人） 編『鉄道ジャーナル11月号別冊 新幹線大集合』鉄道ジャーナル社〈鉄道ジャーナル〉、2004年11月1日、88 - 89頁。